# Parafia Wszystkich Świętych w Rzejowicach
Parafia Wszystkich Świętych w Rzejowicach – parafia rzymskokatolicka, znajdująca się w archidiecezji częstochowskiej, w dekanacie Kodrąb.